# La jugadora de go
La jugadora de go (título original en francés "La joueuse de Go") es una novela de la escritora y pintora francesa de origen chino Shan Sa que en el año de su publicación, 2001, recibió el Premio Goncourt des lycéens. En 2004 la obra obtuvo el Premio Kiriyama (categoría de ficción), galardón ya extinguido que se otorgó anulamente de 1996 a 2008 para promover los libros que fomentaran el entendimiento entre el borde del Pacífico y el Sur de Asia.

La jugadora de go es una novela de ficción introspectiva e intensamente poética, cuya acción se desarrolla en el contexto de la invasión japonesa de Manchuria en la primera mitad del siglo XX. El conflicto bélico imperialista manchú-nipón le proporciona a la trama un contexto histórico, mientras el milenario juego del go constituye su hilo conductor. No obstante, el amor entre sus distantes protagonistas y narradores se va definiendo poco a poco como la esencia de la novela.

La autora, Shan Sa (seudónimo de Yi Nan) nació en 1972 en Pekín y a la edad de 7 años ya escribía poemas. En 1990, debido a los trágicos acontecimientos de la Plaza del Tian An Men, se vio forzada a trasladarse a Francia en compañía de su padre, profesor en la Universidad de la Sorbonne. Shan Sa aprendió francés y continuó escribiendo novelas en su segunda lengua. Su primera novela escrita en francés, “La paz de la Puerta Celeste”, recibió una excelente acogida y el Prix Goncourt du Premier Roman en 1998. Sus novelas, poemas y ensayos han sido traducidos a más de 30 lenguas. Desde 2001, Shan Sa ha simultaneado su trabajo como escritora con el de pintora, exponiendo sus cuadros vitalistas y llenos de color en importantes centro de París, Nueva York y Japón. 

## Contexto

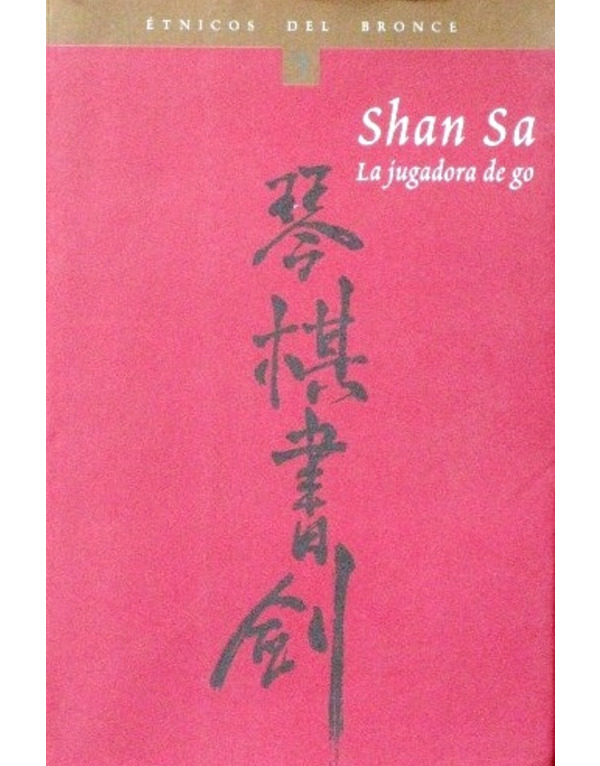
Portada de "La jugadora de Go", Shan Sa.

El 18 de septiembre de 1931 Japón, mediante el Ejército de Kwantung, invadió la región china de Manchuria. Las fuerzas arrolladoras de las numerosas tropas niponas fueron incontestables. Esta novela narra, desde el punto de vista chino, la inesperada desolación de la invasión y, desde el punto de vista japonés, la decepcionante mirada de un militar de carrera ante las barbaries de la guerra.
La ocupación de Manchuria por parte de los japoneses duraría hasta finales de la Segunda Guerra Mundial y supondría la creación de un supuesto estado independiente, sometido a Japón como protectorado, el estado títere Manchukuo.
La jugadora de go también se detiene en describir las actividades de la resistencia manchú y en las crueles medidas represivas contras las guerrillas por parte de las tropas japonesas, entre las que destacan las más diversas torturas y las ejecuciones públicas.

## Argumento
La novela incluye dos historias entrelazadas narradas en primera persona. Esas historias son aparentemente independientes, pero están abocadas a cruzarse en un punto determinado de la trama. Los capítulos impares pertenecen a la jugadora de Go y los pares al soldado japonés. A través de los ojos de sus dos protagonistas, el lector ve un mismo mundo escindido en dos, el de los japoneses y el de los chinos. 

### La jugadora de go
En el contexto del conflicto chino-japonés del primer tercio del siglo XX, una joven china procedente de una familia aristocrática pasa las tardes en la Plaza de los Mil Vientos jugando al Go. Su habilidad con el juego le permite una rara inserción en un mundo de hombres, lo que le permite cierta independencia con respecto a los adultos y una rebeldía patente en lo referente a acatar los mandatos sociales (se niega a casarse con su primo Lu). Es una niña de dieciséis años, pero empieza a convertirse en mujer a través de su relación con dos jóvenes algo mayores que ella: Min y Jing. La jugadora se ve abruptamente arrojada al mundo de los adultos cuando la crueldad de la invasión nipona llega a la ciudad.

### El soldado japonés
Un joven teniente japonés es destinado a Manchuria para combatir en la guerra. Lejos de su familia y debiendo guardar las oportunas formalidades en aras al honor, se siente solo. Busca compañía primero con una geisha y después con prostitutas, como es costumbre entre la soldadesca. Las iniquidades del ejército, las crueldades de los mandos para con los subalternos, las torturas y el sinsentido de la guerra le repugnan, pero hace lo que de él se espera y no expresa ninguno de sus temores. A su llegada a la ciudad es enviado como espía a la Plaza de los Mil Vientos, disfrazado de chino, para obtener información acerca de los rebeldes insurgentes que se ocultan en la ciudad.

### El encuentro
Pese a sus diferencias, que están a la vista, la jugadora y el soldado japonés encuentran un puente de unión a través del go, sin dejar de ser dos completos extraños. El lector sabe en todo momento que ha de llagar el punto en el que los dos narradores de la novela se encuentren, pero se mantiene el suspense y es difícil adivinar el cómo y el cuándo.
Ese encuentro chino-japonés dice, asimismo, mucho acerca de la autora y de su condición de escritora emigrante. La necesaria partida de Shan Sa de su China natal (en la que ya era una escritora reconocida) para instalarse en París, aprender la lengua y abandonar la musicalidad del chino para sustituirla por la del francés, late en las páginas de esta novela. De modo que La jugadora de go aboga abiertamente por la conciliación, no sólo entre chinos y japoneses, sino también entre diferentes modos de ver el mismo mundo. Y precisamente éste es una de las más emblemáticas marcas de identidad de las obras de esta escritora chino-japonesa.

## Estilo
El estilo fluye con la elegancia de la pluma poética de Shan Sa. En algunos pasajes del libro se hace evidente que los comienzos de Shan Sa en la literatura fueron a través de la poesía, un género que se presta abiertamente a expresar los sentimientos de nostalgia por la patria perdida, que expresa la escritora en esta novela a partir de su alter ego (la jugadora de go).
Las voces narrativas de los personajes se entrelazan a lo largo de los 92 capítulos de la obra, guardando respetuosamente su turno, como en el juego del Go, que estructura la novela. El tablero del juego supone un metáfora doble. Por un lado, la guerra manchú-japonesa se refleja en la estrategia del juego del Go, y, por otro lado, el propio Go es la metáfora de la relación entre los protagonistas, que están llamados a un desenlace en el que uno de los dos debe imponerse sobre el otro.
También es necesario destacar la magistral construcción de los personajes, que están tan vivos y sus voces resultan tan hábilmente diferenciadas que el lector ni siquiera percibe que no conoce el nombre de la joven jugadora de Go hasta la última página.

## Hilo conductor
El hilo conductor de la novela es el go, un juego de estrategia de origen chino que se expandió entre los siglos V y VII d. C. por Japón y Corea. Dos jugadores tratarán de dominar el territorio del rival acorralando sus piedras. A diferencia del ajedrez, los movimientos de las fichas son infinitos.
El Go no es sólo el elemento que introduce coherencia en una historia que aparentemente está bastante escindida, sino también el nexo de unión entre los protagonistas, así como una metáfora de la guerra. En el juego mientras las negras conquistan en terreno de las blancas, cada vez se hace más patente que un entendimiento amistoso entre ambos bandos, un final feliz del conflicto bélico, es imposible. Otro inteligente guiño de la autora que habla de la construcción de “enemigos” a partir de la visión de supuestas diferencias y, al mismo tiempo, previene en contra de los prejuicios entre chinos y japoneses.

## Premios
La novela obtuvo:
- 2001, Premio Goncourt des lycéens.
- 2004, Premio Kiriyama (categoría: ficción).